# Steve van Dorpel (beeld)
Steve(n) van Dorpel is een artistiek kunstwerk in Amsterdam-Zuid.
Nelson Carrilho kreeg in 1990 het verzoek/een opdracht tot het maken van een beeld van voetballer Steve van Dorpel, in 1989 omgekomen tijdens de SLM-ramp. Initiatiefnemer voor het beeld was SV Bijlmer (Sportvereniging Bijlmer), waar Van Dorpel op jonge leeftijd begon te voetballen. Geld werd ingezameld door de Vrienden van Steve. Carrilho, meest werkzaam met vrije beelden, kreeg de opdracht mee dat in dit geval het beeld op Steve van Dorpel moest lijken; het beeld kwam dan ook in overleg met de familie tot stand. De moeder van Van Dorpel herkende haar zoon erin, aldus de kunstenaar. Carrilho beeldde de voetballen “met bal aan de voet” af.
Bobby Haarms, hulptrainer bij AFC Ajax, kwam het beeld op 28 mei 1992 onthullen. Het beeld stond vanaf toen op een grasveldje aan de Flierbosdreef nabij het politiebureau. In 2010 werd het herplaatst in het Nelson Mandelapark. Het beeld is van brons en staat op een sokkel van cortenstaal. Op de sokkel is een plaquette geplaatst met de tekst:
Steven van Dorpel
13 december 1965 – 7 juni 1989
Ter nagedachtenis aan “de parel van de Bijlmer” 
die samen met andere dierbaren is uitgevlogen
om nooit meer terug te keren. 
Moge genade, vrede en liefde de jouwe zijn in 
volle glorie.
Amsterdam, 28 mei 1992
De ramp zelf wordt herdacht door het Monument voor de vliegramp op 7 juni 1989 op het 's-Gravesandeplein (Amsterdam-Oost).

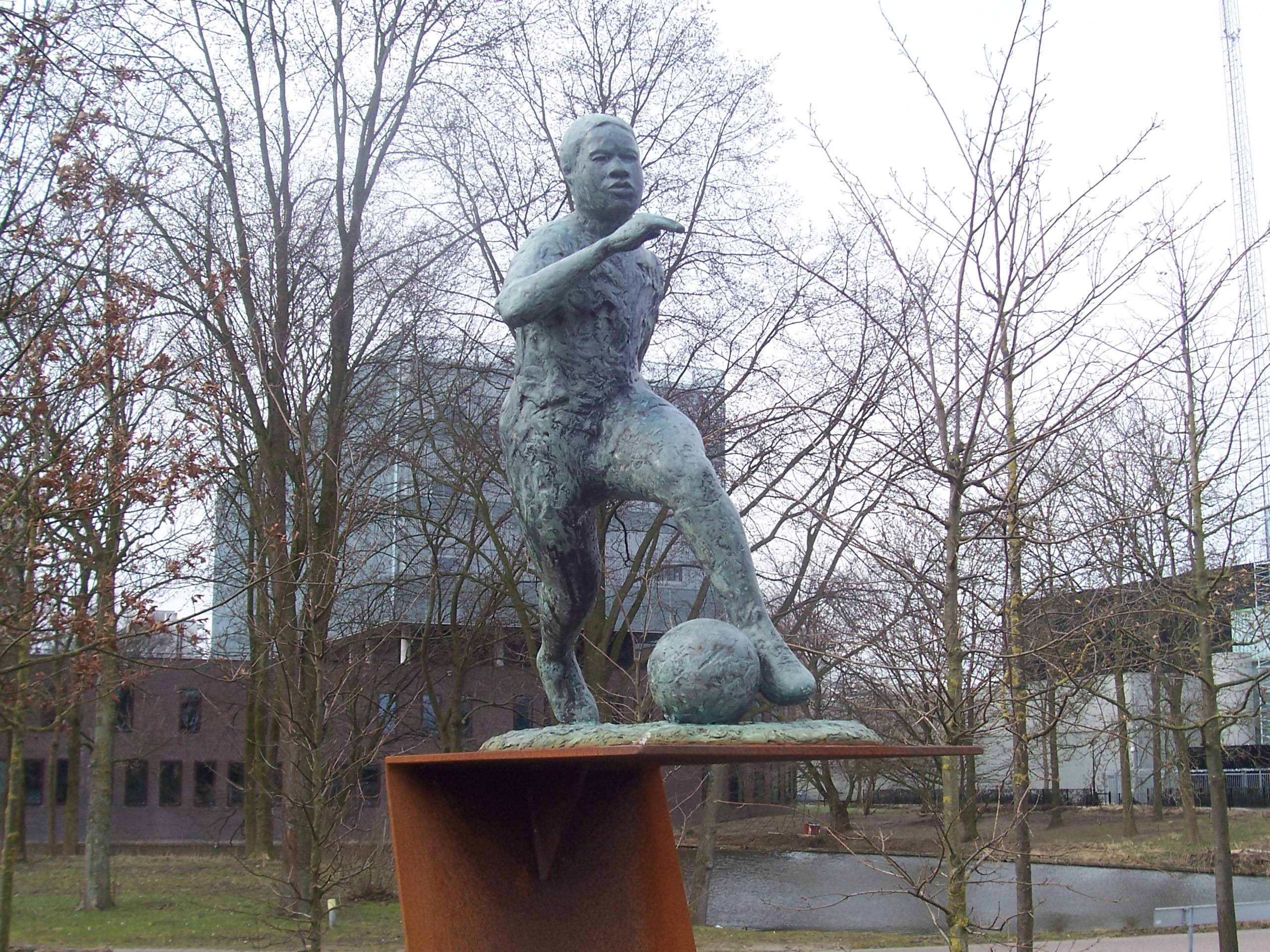
Detail van Van Dorpel (maart 2013)
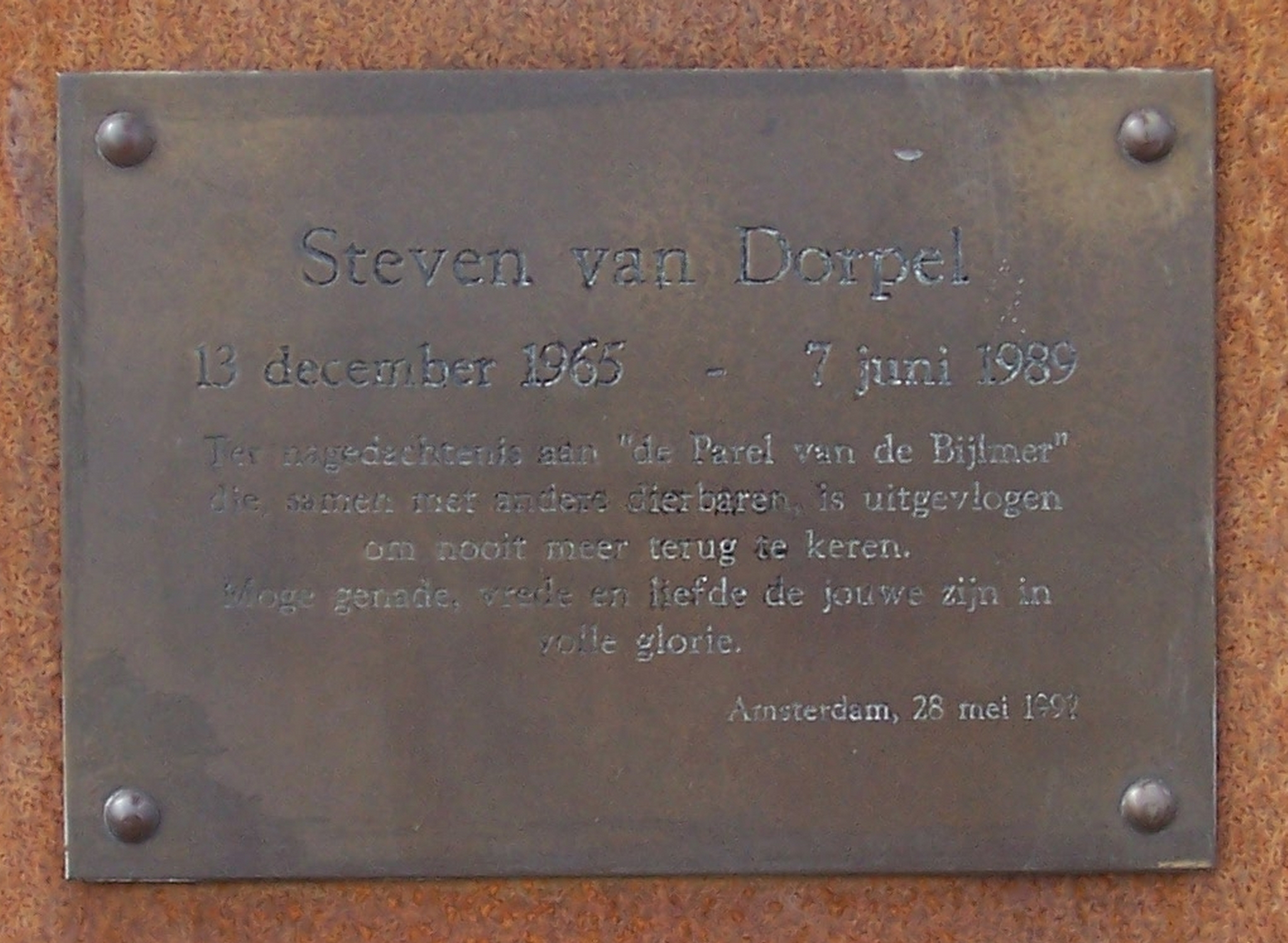
Plaquette (maart 2013)